# Phymatocera aterrima
Espèce
Phymatocera aterrima, la tenthrède du sceau de Salomon, est une espèce d'insectes de l'ordre des hyménoptères, du sous-ordre des symphytes, de la famille des tenthrédinidés (tenthrèdes ou némates).

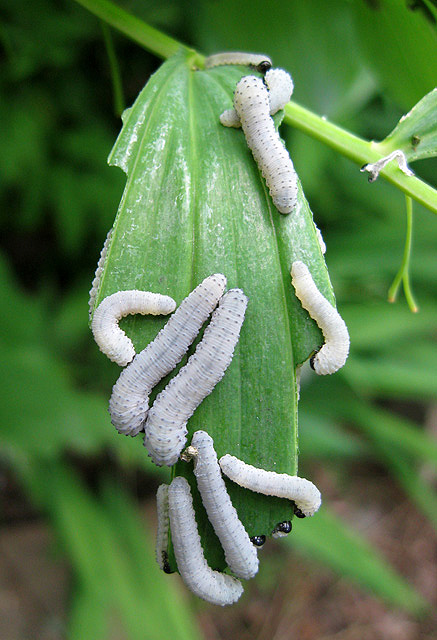
Larves (fausses-chenilles) dévorant une feuille de sceau de Salomon

## Distribution
Europe: du Portugal jusqu'à la Scandinavie au nord, à la Russie à l'est.